# Corticaria tuberculata
Corticaria tuberculata is een keversoort uit de familie schimmelkevers (Latridiidae). De wetenschappelijke naam van de soort werd in 1970 gepubliceerd door Roger Dajoz.